# مرغ حق ملوکی
مرغ حق ملوکی (نام علمی: Otus magicus) نام یک گونه از سرده مرغ حق است.